# Batterie Z

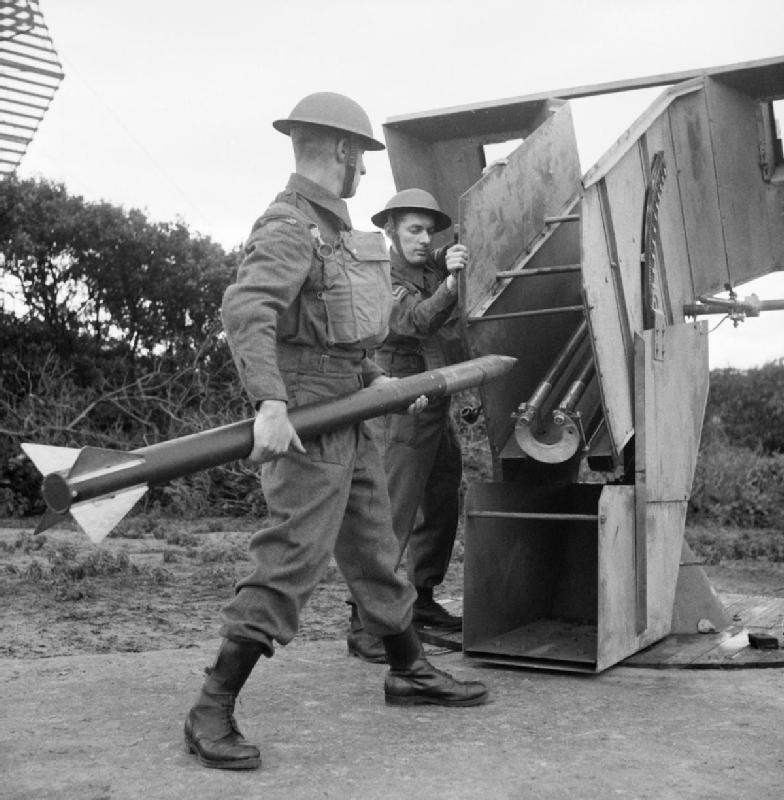
Soldats de la Home Guard chargeant une batterie statique "Z" monotube à Merseyside, juillet 1942

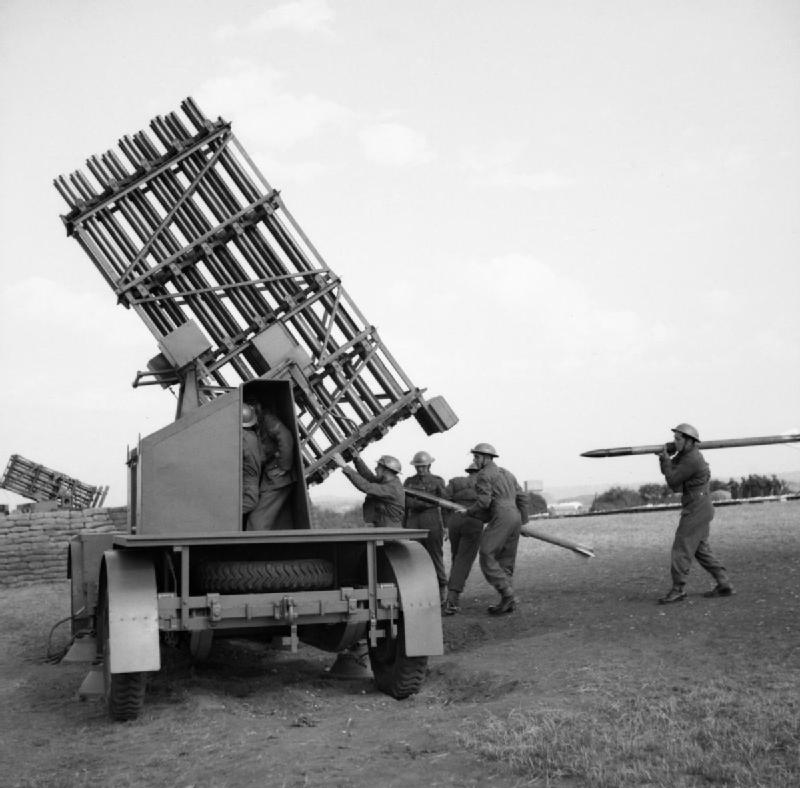
Membres du Royal Artillery chargeant une batterie multiple mobile, juin 1941

Une batterie Z est un lance-roquettes britannique avec un canon de 76,2 mm de calibre développée au début de la Seconde Guerre mondiale et utilisé, entre autres, par la Home Guard. Au contraire des autres roquettes en usage, les roquettes ainsi tirées n'avaient pas besoin d'être mises en rotation pour assurer leur stabilité. La batterie était utilisée comme arme anti-aérienne. Ses roquettes UP-3 de 1,80 m ont une portée de 3 km.

### Sources
- Batterie Z sur Secret Scotland Wiki, 18 octobre 2010